# Obrzędowość (harcerstwo)
Obrzędowość - zbiór zwyczajów, symboli i obrzędów, stanowiących część tradycji oraz odrębności, wprowadzających specyficzny nastrój oraz integrujących harcerzy. Stanowią oprawę zajęć i imprez harcerskich.
Obrzędowość jest głównym składnikiem tradycji jednostek harcerskich, przekazywanej z pokolenia na pokolenie, dlatego niemożliwe jest jednoznaczne jej opisanie. Różnice pomiędzy poszczególnymi obrzędami są duże nawet u jednostek działających w niewielkiej odległości od siebie, nie mówiąc o tych, które dzielą duże dystansy.

## Podział
Wyróżniamy podział na:
- obrzędowość ogólnoharcerską
- obrzędowość drużyny
- obrzędowość obozu lub biwaku
- obrzędowość zastępu

## Elementy obrzędowości
- motyw przewodni obozu (historia, książka czytana co wieczór na ognisku, legenda przewodnia)
- stroje obrzędowe
- pionierka stylizowana
- obozówka (flaga lub proporzec nawiązujący do obrzędowości)
- przydomki (obrzędowe imiona)
- szyfry
- nazwy zastępów
- okrzyki
- punktacja
- piosenka obozu
- stylizowane gry, próby (np. biszkopta)
- piosenki
- zachowanie się przy ognisku
- zachowanie w określonych sytuacjach

## Inicjacja
Przyjmowanie nowych członków w poczet harcerek i harcerzy jest związane zawsze ze swoistym obrzędem inicjacji. Jego centralnym punktem jest złożenie wobec innych członków drużyny przyrzeczenia harcerskiego i otrzymanie krzyża harcerskiego. Do złożenia przyrzeczenia może dopuścić wyłącznie drużynowy lub jeden z jego przełożonych – komendant hufca, chorągwi, a wyjątkowo nawet naczelnik organizacji. Samo przyrzeczenie, w imieniu organizacji, ma prawo przyjąć dowolny instruktor ze stopniem instruktorskim.
Obrzęd poprzedzany jest zazwyczaj grą lub wędrówką (często w formie biegu harcerskiego), w trakcie której nowicjusz wprowadzany jest w wyjątkowy nastrój ceremonii oraz zaznajamiany z ideałami, jakie zobowiąże się dochowywać. Samo złożenie przyrzeczenia jest poprzedzane okolicznościową komendą Do przyrzeczenia! po której wszyscy obecni harcerze stają w postawie zasadniczej. Instruktor przyjmujący przyrzeczenie zwraca następnie się do kandydata, by powtarzał za nim słowa roty. W ZHP oraz ZHR biszkopt (harcerz niemający jeszcze krzyża harcerskiego) wyciąga następnie dwa palce – wskazujący i środkowy – prawej dłoni nad przedmiot lub zjawisko, przekazujące symbolicznie ideały harcerstwa.
W przypadku ZHP najczęściej przyrzeczenie składa się na proporzec, flagę, wodę lub ogień.